# Пчеликов, Павел Никитович
Павел Никитович Пчеликов (31 мая [13 июня] 1903, Коломна, Российская империя — 15 марта 1961, Москва) — советский спортсмен-футболист. Защитник. Чемпион РСФСР, чемпион СССР. Тренер.

## Биография
Чемпион РСФСР 1931 года, Чемпион СССР 1931 и 1932 годов. Выступал в московских клубах ОППВ (1924—1927), ЦДКА (1928—1931), ЗКП (1931—1933), «Электрозавод» и «Сталинец» (1934—1941). В составе сборной СССР сыграл в 2 неофициальных матчах.

«На вечер пришло много ветеранов всех видов спортивного оружия. Делясь воспоминаниями о довоенном футболе, мы не забыли и крайнего защитника Павла Пчеликова. Он пришёл в команду ЦСКА из Коломны.
Сначала никто не верил, что он заиграет всерьез и надолго, как он заявил о себе в дебюте. Маленького роста, почти квадратного сложения, расположенный к полноте, Павло не радовал тренерский глаз своей фигурой. Сыграл, мол, случайно одну игру хорошо и на этом весь вышел. А он с каждой игрой все больше будоражил болельщиков. То наглухо закрыл неудержимого Валентина Прокофьева, то „не дал пикнуть“ хитроумному Владимиру Кускову из Ленинграда. Одним словом, вскоре после появления в столице он занял прочное место крайнего защитника в сборной команде.
Это был замечательный спортсмен и товарищ, прошедший трудную школу жизни, но не изменивший футболу до конца её. Он любил рассказывать, как, батрача у кулака под Коломной, он выбирал минуты, чтобы побегать после тяжелой работы с мячом.»
…
«Но уж кто-кто, а Павло не нуждался в подбадривании. Он катался по полю, словно шарик, неизменно вызывая громкие одобрения на трибунах, выходя победителем в схватках за обладание мячом с такими голиафами, как Тарас Григорьев — „три аршина шесть вершков, косая сажень в плечах“, игравшим за „Трехгорку“, или Алексей Макаров, под стать Григорьеву, из „Динамо“. Защитник для них уж больно неудобен был. Не любят длинные против коротких играть. Пока высокий собрался за мячом вверх прыгнуть, ловкий маленький быстро оттолкнулся, взлетел как от трамплина, и только светлая голова мелькнула над головой великана: и мяч „слизнул“ и на трибунах весело. Сам жизнерадостный, Павло своей игрой и зрителям радость приносил.»
— А.П.Старостин «Повесть о футболе»

## Достижения
- Лучший левый защитник (по опросу газеты «Красный Спорт»): 1926.[1]
- В списке «33-х» (журнал «ФиС») лучших футболистов сезона в СССР — № 1 (1930).